# Alain Gsponer
Pour les articles homonymes, voir Gsponer.
Alain Gsponer, né le 10 mars 1976 à Zurich (Suisse), est un réalisateur et scénariste germano-suisse.

## Filmographie

### Comme réalisateur

#### Cinéma
- 1998 : Heidi (court métrage, également producteur)
- 2001 : Hinter dem Berg
- 2003 : Kiki et Tiger
- 2005 : Rose
- 2006 : Das wahre Leben
- 2009 : Lila, Lila
- 2013 : Das kleine Gespenst
- 2013 : Paul Grüninger, le Juste (documentaire)
- 2014 : Akte Grüninger
- 2015 : Heidi
- 2017 : Jugend ohne Gott

#### Télévision
- 2008 : Polizeiruf 110: Wie ist die Welt so stille (série télévisée)
- 2010 : Der letzte Weynfeldt (téléfilm)

### Comme monteur
- 1998 : Heidi (court métrage)
- 2001 : Hinter dem Berg (court métrage)

### Comme scénariste
- 1998 : Heidi (court métrage)
- 2001 : Hinter dem Berg (court métrage)
- 2003 : Kiki et Tiger
- 2008 : Police 110 (Polizeiruf 110) (série télévisée)

## Récompenses et distinctions
- Prix du film allemand
- (en) Alain Gsponer: Awards, sur l'Internet Movie Database